# Werner Schramm (Theologe)
Werner Schramm (* 18. August 1933 in St. Ingbert; † 1. September 2004 in Dudenhofen) war ein evangelischer Theologe und von 1988 bis 1998 Kirchenpräsident der Evangelischen Kirche der Pfalz (Protestantische Landeskirche).

## Leben und Werdegang
Schramm wurde als Sohn eines Ingenieurs geboren. Nach der Schule, die er mit dem Abitur abschloss, studierte er Evangelische Theologie an den Universitäten Mainz und Heidelberg. 1959 und 1962 legte er seine Kirchlichen Examen in Speyer ab und war danach Pfarrer in Morschheim und Kirchheimbolanden. 1970 wurde er zum Dekan des Kirchenbezirks Kirchheimbolanden gewählt, bevor er 1976 zum Oberkirchenrat in das Landeskirchenamt der Evangelischen Kirche der Pfalz nach Speyer berufen wurde. Bis dahin war er auch Mitglied der Landessynode, wo er dem Theologischen Ausschuss vorstand. In der Kirchenverwaltung leitete er das theologische Personaldezernat.
Im Mai 1988 wählte die Landessynode der Evangelischen Kirche der Pfalz Schramm zum Kirchenpräsidenten und Nachfolger von Heinrich Kron, der in den Ruhestand trat. Nach einer siebenjährigen Amtszeit wurde Schramm im Mai 1995 von der Landessynode in seinem Amt bestätigt, trat jedoch 1998 mit Erreichen der Altersgrenze in den Ruhestand. Sein Nachfolger wurde Eberhard Cherdron.
Schramm war verheiratet mit Erika, geb. Rettig, und hatte drei Töchter.

## Ehrenämter
Von 1991 bis 1994 war Schramm Vorsitzender der Arnoldshainer Konferenz.